# 王正志 (萬曆進士)
王正志（1560年—1603年），字淑明，号定五，河南宣武衛軍籍開封府祥符縣人。晚明官員。

## 生平
祖王琇，嘉靖二年进士，官按察司副使。父王中逵，隆慶二年进士，官黄县知县。萬曆二十二年（1594年）甲午科舉人，二十六年（1598年）戊戌科進士。任陝西富平縣知縣。萬曆二十八年（1600年），稅使梁永、趙欽肆虐，王正志將其黨羽李英逮捕，并杖打而死，且極論梁、趙二人不法之罪。趙欽也以李英之事訐奏，神宗大怒，下令將王正志下獄。雖有給事中陳惟春、御史李時華等為其辯解，但都不被採納。不久，梁永也攻訐正志，神宗命將違抗稅使的官員指名劾奏，從重懲治。於是宦官張狂，長吏喪氣。正志在詔獄四年，萬曆三十一年（1603年）夏死於獄中。天啟年間，朝廷贈祭，蔭其子為官。《明史》有傳。